# Mezquitic de la Magdalena
Mezquitic de la Magdalena är en ort i Mexiko.   Den ligger i kommunen San Juan de los Lagos och delstaten Jalisco, i den centrala delen av landet, 400 km nordväst om huvudstaden Mexico City. Mezquitic de la Magdalena ligger 1 724 meter över havet och antalet invånare är 1 576.
Terrängen runt Mezquitic de la Magdalena är platt åt nordväst, men åt sydost är den kuperad. Mezquitic de la Magdalena ligger nere i en dal. Runt Mezquitic de la Magdalena är det glesbefolkat, med 20 invånare per kvadratkilometer. Närmaste större samhälle är San Juan de los Lagos, 4,1 km nordväst om Mezquitic de la Magdalena. I omgivningarna runt Mezquitic de la Magdalena växer huvudsakligen savannskog.